# Пиджаков, Александр Юрьевич
Алекса́ндр Ю́рьевич Пиджаков (18 февраля 1955, Ленинград, РСФСР, СССР — 6 марта 2015, Санкт-Петербург, Российская Федерация) — российский историк и юрист, заведующий кафедрой № 32 «Международного права» СПбГУГА, доктор юридических наук, доктор исторических наук, профессор.

## Биография
В 1980 году окончил исторический факультет Ленинградского государственного университета, в 2000 г. — юридический факультет Академии гражданской авиации. Прошёл переподготовку в Российском гуманитарном институте при СПбГУ.
С января 1981 года работал в Академии гражданской авиации, поступив на должность ассистента кафедры истории КПСС и партийно-политической работы в гражданской авиации, с 1993 г. доцент кафедры истории и социального управления.
В 1988 году досрочно защитил кандидатскую диссертацию «Комсомол — помощник партии в развитии гражданского воздушного флота в годы довоенных пятилеток : на материалах Северо-Запада РСФСР». В 1996 году защитил диссертацию «Экологическая политика СССР, середина 60-х — начало 90-х гг.», за которую ему была присуждена ученая степень доктора исторических наук.
В 1994—1999 гг. — проректор Санкт-Петербургского института управления и права, затем в течение нескольких лет был заведующим кафедры гражданского и коммерческого права в Санкт-Петербургском государственном морском техническом университете. В последние годы являлся заведующим кафедрой № 32 «международное право» Санкт-Петербургского государственного университета гражданской авиации.
В 1999 году под научным руководством профессора И. Е. Тарханова подготовил и защитил кандидатскую диссертацию на тему: «Международно-правовое регулирование обеспечения военно-экологической безопасности». В 2005 году защитил диссертацию на соискание ученой степени доктора юридических наук на тему: «Международное сотрудничество государств в борьбе с политическим терроризмом и экстремизмом в новых геополитических условиях».
Являлся членом Российской Академии юридических наук, членом Ассоциации юристов России, членом Российской ассоциации международного права, членом Российской криминологической Ассоциации. Автор (соавтор) более 550 научных публикаций, в том числе 50 монографий, подготовил более десятка кандидатов исторических и юридических наук.
Основные работы посвящены проблемам истории государства и права России, экологического права, международного права, вопросам военно-экологической безопасности и международно-правового регулирования сотрудничества государств в борьбе с терроризмом. Автор монографий «Международно-правовое регулирование борьбы с современным терроризмом» (СПб., 2001) и «Борьба с политическим терроризмом и экстремизмом» (СПб., 2003).
По данным сообщества «Диссернет», автор двух публикаций в научных журналах с некорректными заимствованиями.

## Награды и звания
Заслуженный деятель науки Российской Федерации (2009), Почётный работник высшего профессионального образования РФ.